# Bundeshaus
Il Bundeshaus è un complesso edilizio situato a Bonn in Germania, che fu sede del parlamento provvisorio della Repubblica Federale Tedesca e sede del Bundestag e Bundesrat dal 1949 al 1999. 

## Descrizione

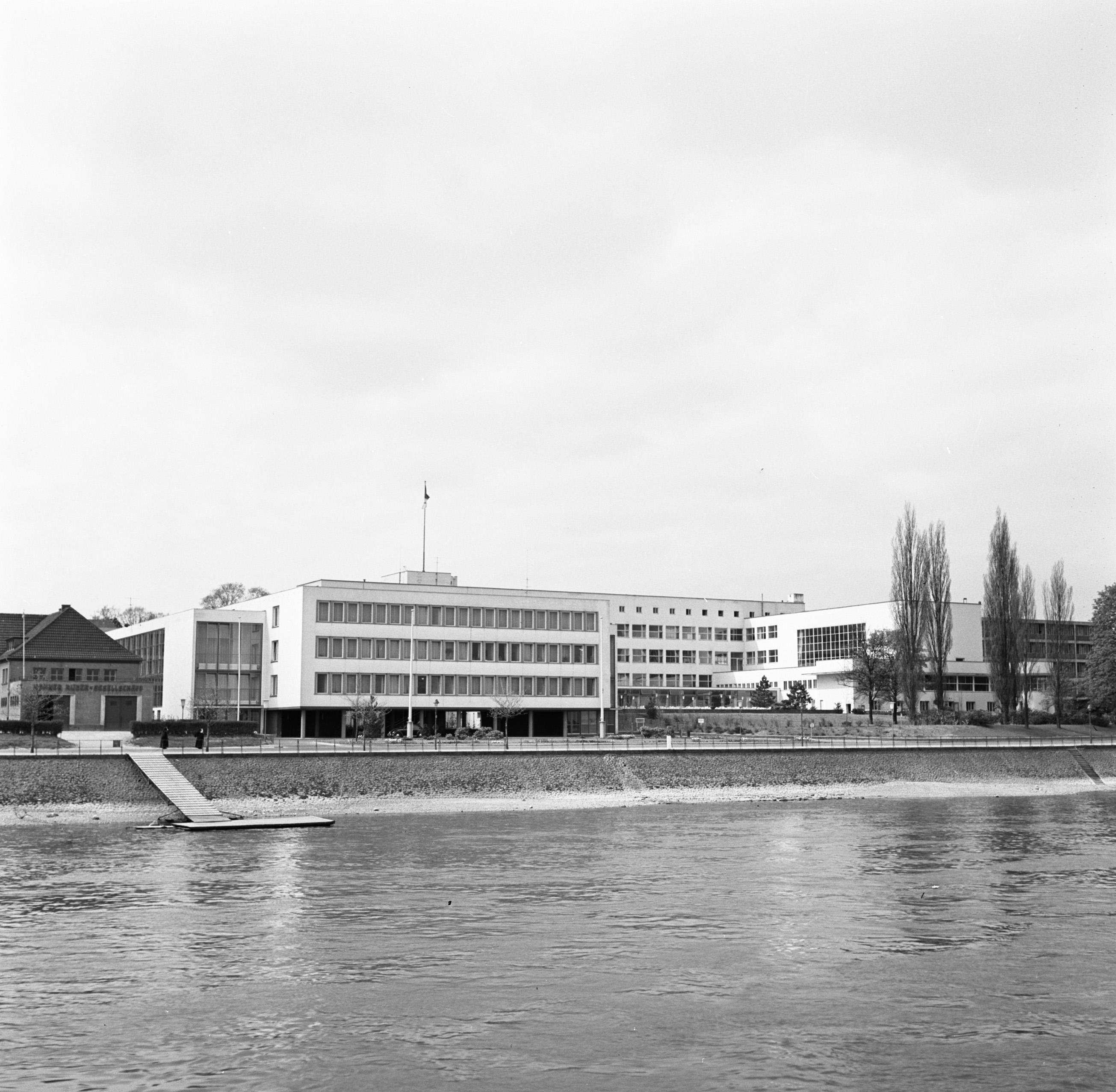
L'edificio nel 1955

L'edificio principale, costruito tra il 1930 e il 1933, inizialmente servì come Accademia Pedagogica per la formazione degli insegnanti fino alla fine della Seconda Guerra Mondiale. Dopo la risoluzione dell'Hauptstadtfrage nel 1949, la struttura fu convertita come sede provvisoria del Bundestag e del Bundesrat.
La sala plenaria originale del Bundestag fu demolito nel 1987 e un nuovo edificio fu costruito al suo posto fino al 1992.
Per oltre quarant'anni è stato sede di entrambi gli organi costituzionali. La Bundeshaus fu ampliata e rinnovata numerose volte fino a quando queste istituzioni furono trasferite a Berlino dopo la Hauptstadtbeschluss nel 1999, nove anni dopo la riunificazione tedesca.
La camera parlamentare venne convertita per ospitare conferenze nazionali e internazionali. Alcuni edifici nel 2013 ospitano la sede della Segreteria delle Nazioni Unite adibita al cambiamento climatico.